# Kluki
Kluki es un pueblo de Polonia, en Mazovia.  Se encuentra en el distrito (Gmina) de Kałuszyn, perteneciente al condado (Powiat) de Mińsk. Se encuentra aproximadamente 6 km al noroeste de Kałuszyn, a 16 km al noreste de Mińsk Mazowiecki, y a 53 km  al este de Varsovia. Su población es de 70 habitantes.
Entre 1975 y 1998 perteneció al voivodato de Siedlce.